# World Series of Poker 1971
1971 års World Series of Poker (WSOP) pokerturnering hölls vid Binion's Horseshoe.

## Inledande event
| Event                  | Vinnare                | Pris (USD) | Tvåa  |
| ---------------------- | ---------------------- | ---------- | ----- |
| Limit Seven Card Stud  | Walter "Puggy" Pearson | $10 000    | Okänt |
| Limit Razz             | Jimmy Casella          | $10 000    | Okänt |
| Limit Five Card Stud   | Bill Boyd              | $10 000    | Okänt |
| Limit Ace to Five Draw | Johnny Moss            | $10 000    | Okänt |

## Main Event
6 stycken deltog i Main Event. Varje deltagare betalade $5 000 för att delta.

### Finalbordet
| Placering | Namn                   | Pris    |
| --------- | ---------------------- | ------- |
| 1         | Johnny Moss            | $30 000 |
| 2         | Walter "Puggy" Pearson | Inget   |
| 3         | Okänt                  | Inget   |
| 4         | Okänt                  | Inget   |
| 5         | Okänt                  | Inget   |
| 6         | Okänt                  | Inget   |